# 黑森神乐
黑森神乐（日语：黒森神楽）是由岩手县宫古市的黑森神社所传承的民俗芸能神乐。
2006年3月15日被指定为国家级重要無形民俗文化財。